# Fascellina deflavata
Fascellina deflavata är en fjärilsart som beskrevs av W. Warren 1897. Fascellina deflavata ingår i släktet Fascellina och familjen mätare. Inga underarter finns listade i Catalogue of Life.